# Gle Jeunghung
Gle Jeunghung är ett berg i Indonesien.   Det ligger i provinsen Aceh, i den västra delen av landet, 1 800 km nordväst om huvudstaden Jakarta. Toppen på Gle Jeunghung är 264 meter över havet, eller 180 meter över den omgivande terrängen. Bredden vid basen är 1,8 km.
Terrängen runt Gle Jeunghung är varierad. Havet är nära Gle Jeunghung åt sydväst.Runt Gle Jeunghung är det ganska glesbefolkat, med 30 invånare per kvadratkilometer. I omgivningarna runt Gle Jeunghung växer i huvudsak städsegrön lövskog.